# Арндт, Хорст
Хорст Арндт (нем. Horst Arndt; 19 сентября 1934, Кёнигсберг, Восточная Пруссия, нацистская Германия — 19 октября 2014, Таунусштайн, Гессен, Германия) — западногерманский гребец, серебряный призёр летних Олимпийских игр в Мельбурне (1956).

## Спортивная карьера
Выступал за гребной клуб Висбаден-Бибрих 1888. В 1955 г. в двойке с Карлом-Генрихом фон Гроддеком и рулевым Ахимом Вернетом выиграл национальное первенство. Впоследствии становился трёхкратным чемпионом ФРГ в двойке распашной с рулевым:
- в Берлине (1955)
- в Хайльбронне (1956)
- в Берлине (1957)

Был бронзовым призёром национального первенства:
- в восьмёрках (в Берлине-1957, в Дуйсбурге-1958, в Маннгейме-1959,
- в четверках — в Дуйсбурге-1958).

Серебряный призёр летних Олимпийских игр в Мельбурне (1956) в соревнованиях двоек распашных с рулевым. Двукратный чемпион Европы (Бледское озеро, Югославия, 1956 и немецкий Дуйсбург, 1957) в той же дисциплине.
Являлся почетным членом гребного клуба Висбаден-Бибрих 1888.